# Jean Léger de La Grange
Jean Léger de La Grange (né le 19 juin 1663 et mort le 15 juin 1721) était un marin, un corsaire et un marchand canadien. Il était capitaine dans la marine royale de France.

## Biographie
Jean Léger de La Grange est né le 19 juin 1663 à Abjat dans le diocèse de Limoges en France. Son père était Elie Léger, un marchand, et sa mère Jeanne de Phélix. Il exerça la profession de chirurgien,. Il était aussi marin. En effet, le 28 avril 1696, il reçut le commandement du navire le Wesp qui était supposé prendre part à l'expédition de Pierre LeMoyne d'Iberville pour Terre-Neuve. Le 8 mai 1697, il fut commissionné par l'amiral de France pour commander le Belliqueux. En 1699, il était marchand en la ville de Québec en Nouvelle-France. Cependant, la gestion de son commerce était surtout assurée par sa femme. Au début des années 1700, il fut commandant de navires marchands,.
En 1704, il fait armé deux navires pour attaquer Bonavista sur l'île de Terre-Neuve. Il capture la galère Pembroke. L'expédition fut un succès avec la capture de trois petits navires et celle d'un grand navire marchand chargé de morue.
Il décède à La Rochelle en France le 15 juin 1721.

## Héritage
Le canton de La Grange au Québec est nommé en son honneur.

## Annexe